# Matriu de Vandermonde
Una Matriu de Vandermonde és, en àlgebra lineal, una matriu que presenta una progressió geomètrica a cada fila. Aquesta matriu rep el seu nom en honor del matemàtic francès del segle xviii Alexandre-Théophile Vandermonde.
Els índexs de la matriu de dimensió n×n estan descrits com {\displaystyle V_{i,j}=\alpha _{i}^{j-1}} per tots els índexs i i j d'1 a n, per tant pot descriure's explícitament com:
{\displaystyle V={\begin{pmatrix}1&\alpha _{1}&\alpha _{1}^{2}&\dots &\alpha _{1}^{n-1}\\1&\alpha _{2}&\alpha _{2}^{2}&\dots &\alpha _{2}^{n-1}\\1&\alpha _{3}&\alpha _{3}^{2}&\dots &\alpha _{3}^{n-1}\\\vdots &\vdots &\vdots &\ddots &\vdots \\1&\alpha _{n}&\alpha _{n}^{2}&\dots &\alpha _{n}^{n-1}\\\end{pmatrix}}}
o
{\displaystyle V_{i,j}=\alpha _{i}^{j-1}\,}
per tot índex i i j.
Com pot veure's, la primera columna està formada per uns (és a dir els nombres elevats a zero) i la segona columna està formada per una sèrie d'elements arbitraris (elevats a u). A la tercera columna hi ha els mateixos nombre elevats al quadrat, a la quarta elevats amb cub i a les següents columnes elevats a la potència de la columna anterior més u. D'aquesta manera, la columna n de la matriu té els nombres elevats a la potència n-1.